# Gullereds kyrka
Gullereds kyrka är en kyrkobyggnad öster om Ulricehamn. Den tillhör sedan 2006 Hössna församling (tidigare Gullereds församling) i Skara stift.

## Historia
År 1836 uppmanade stiftet till sammanbyggnad av kyrkorna i Gullered och Hössna. Det ogillades av Gulleredsborna som istället bestämde sig för att bygga en ny egen kyrka. Därmed övergavs den gamla träkyrkan, vars äldsta delar troligen var från medeltiden, som revs och såldes som byggnadsmaterial, då den nya stod klar.

## Kyrkobyggnaden
Kyrkan invigdes 1844 efter att uppförts efter ritningar av arkitekt Fredrik Blom. Den ligger på en sandås, 302 meter över havet, i änden av en oskiftad by. Sten till kyrkan ska bland annat ha hämtats från den tidigare kyrkan i Tissered. Den är en av stiftets främsta representanter för empirstilens kyrkotyp med sin korrundel och sitt lanterninförsedda torn. 
En smärre renovering gjordes 1925 då kyrkan bland annat fick nya golv och innanfönstren igensattes. År 1951 installerades elektrisk och elbelysning, Man tog bort den främre bänkraden för att ge mer plats vid begravningar. Vid renoveringen 1966 inrymdes sakristia och samlingsrum i en läktarunderbyggnad. Bänkarna gjordes mer bekväma och korbänkarna togs bort och en toalett installerades under en av läktartrapporna. Under 1992-1993 utfördes stora in- och utvändiga underhållsarbeten.

## Inventarier

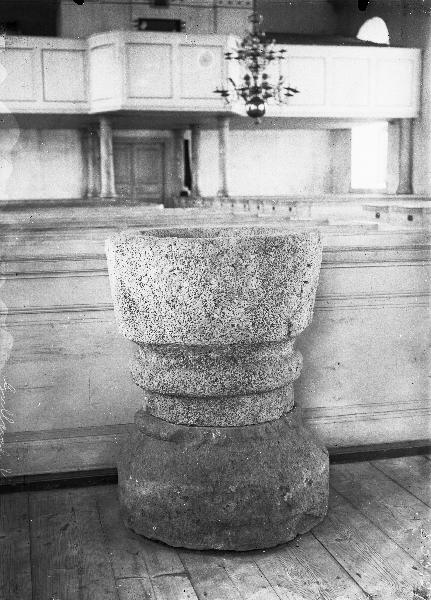
Dopfunten.

- Dopfunt av sandsten huggen på 1200-talet i två helt olika och eventuellt inte sammanhörande delar med höjden 92 cm. Cuppan är krukformad med konkav undersida och ett skaft med kraftig vulst på mitten. Foten är rund, skivformad och med skrånande översida som avslutas med en vulst. Uttömningshål saknas.[2]
- Predikstolen från 1600-talet kommer från den äldre träkyrkan.
- Medeltida ljuskrona av järn, enligt traditionen ett krigsbyte.
- Altartavla, 1840-talet.
- Kalk av silver från 1796, med förgylld insida och fot.
- Oblatskrin från 1848.

### Klockor
Kyrkklockorna i tornet är från 1824 och 1920. En tredje liten romansk klocka från medeltiden finns att beskåda i korfönstret. Den saknar inskrift, men har fyra ristade kors och tre figurer: en båge med pil, som kan vara ett gjutarmärke, ett snedställt timglas(?) och en på kant ställd romboid.

### Orgel
År 1873 kom en orgel till kyrkan, byggd av Svante Johansson, Liared. Den ersattes 1931 av ett pipverk från samma firma med tio stämmor fördelade på två manualer och pedal. Fasaden från 1873 finns kvar. Orgeln är spelbar men i dåligt skick, så nu används en digitalorgel.

## Gullereds kyrka 9 mars 2015

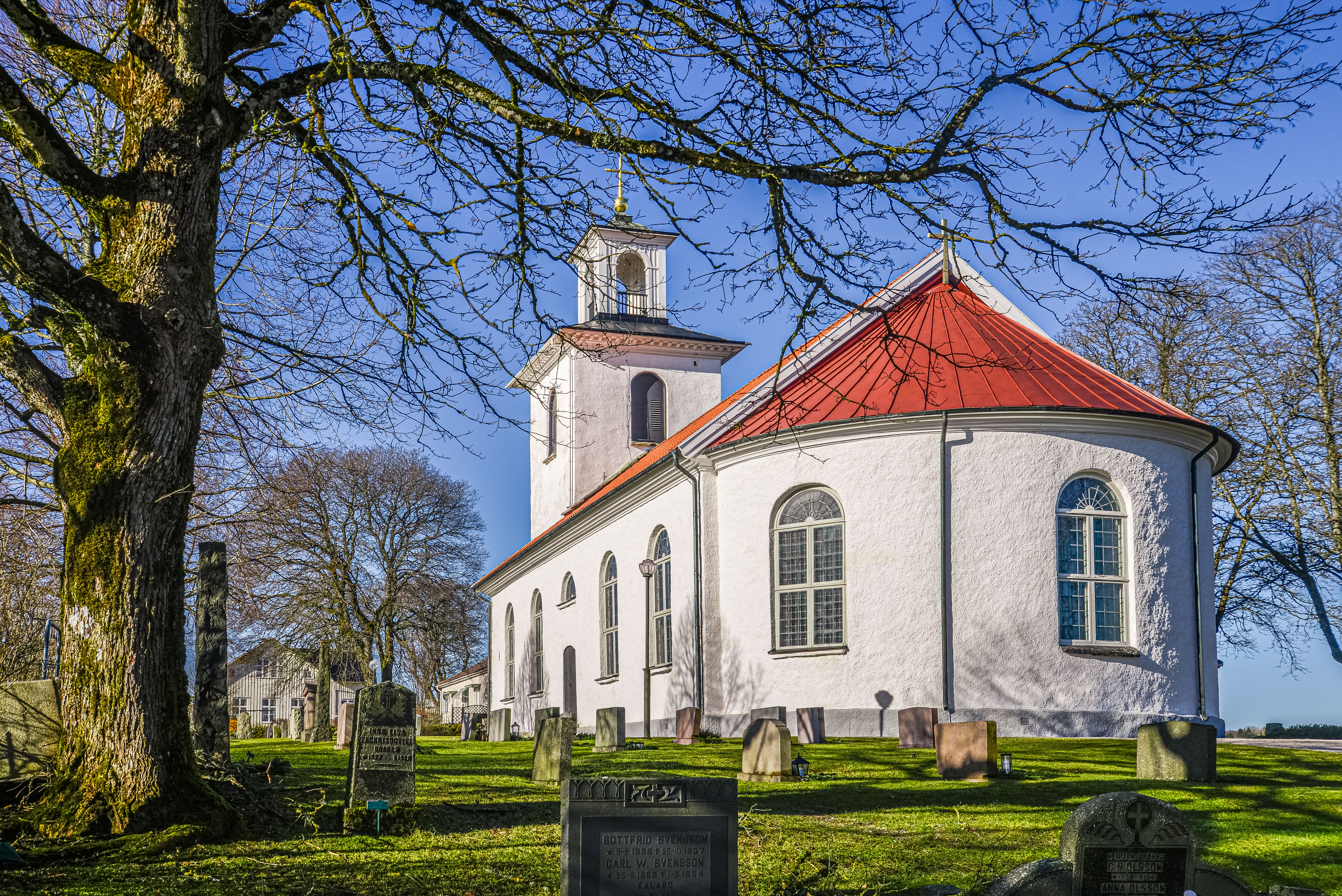
Kyrkan.
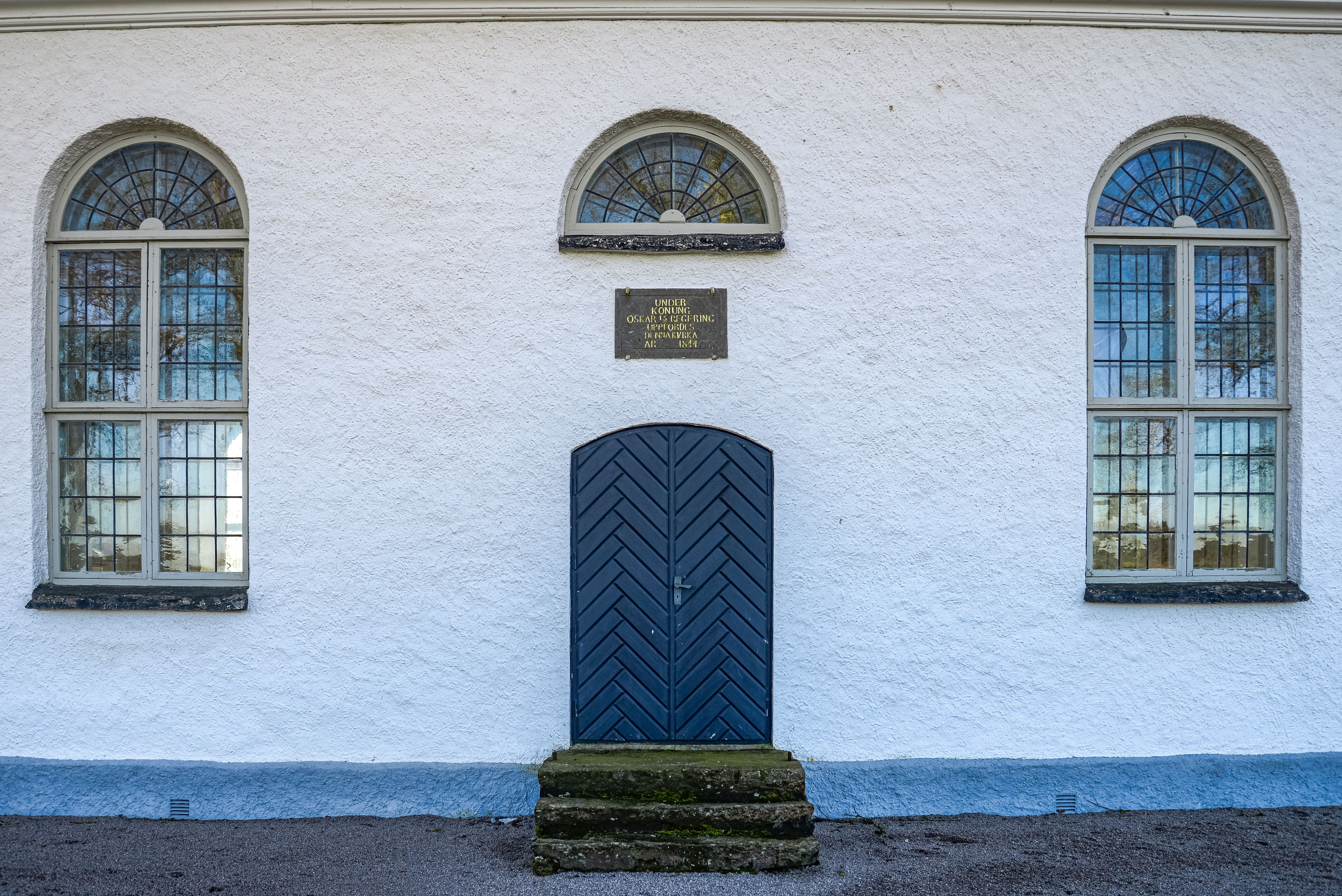
Inskription över norra porten.
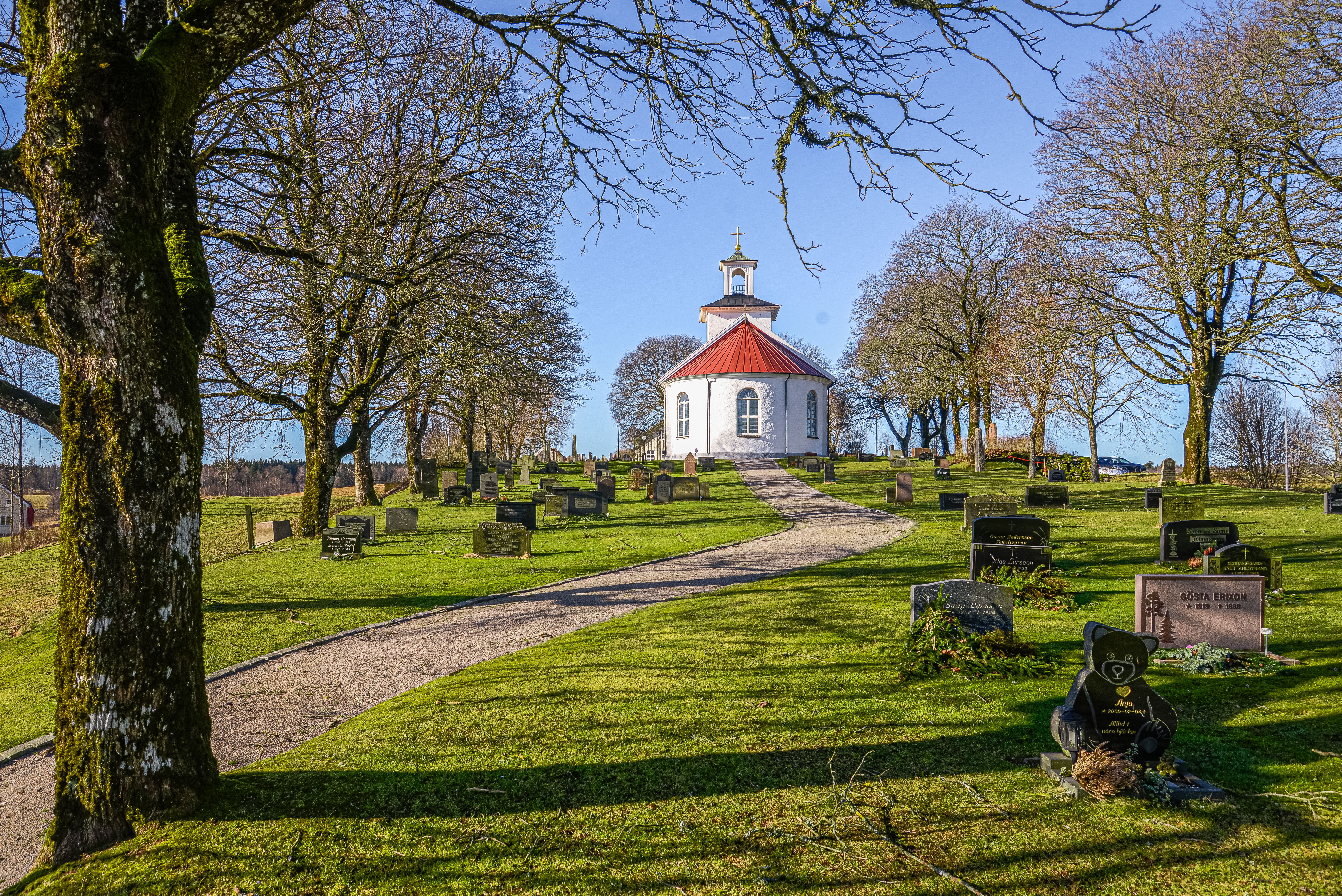
Kyrkogården.
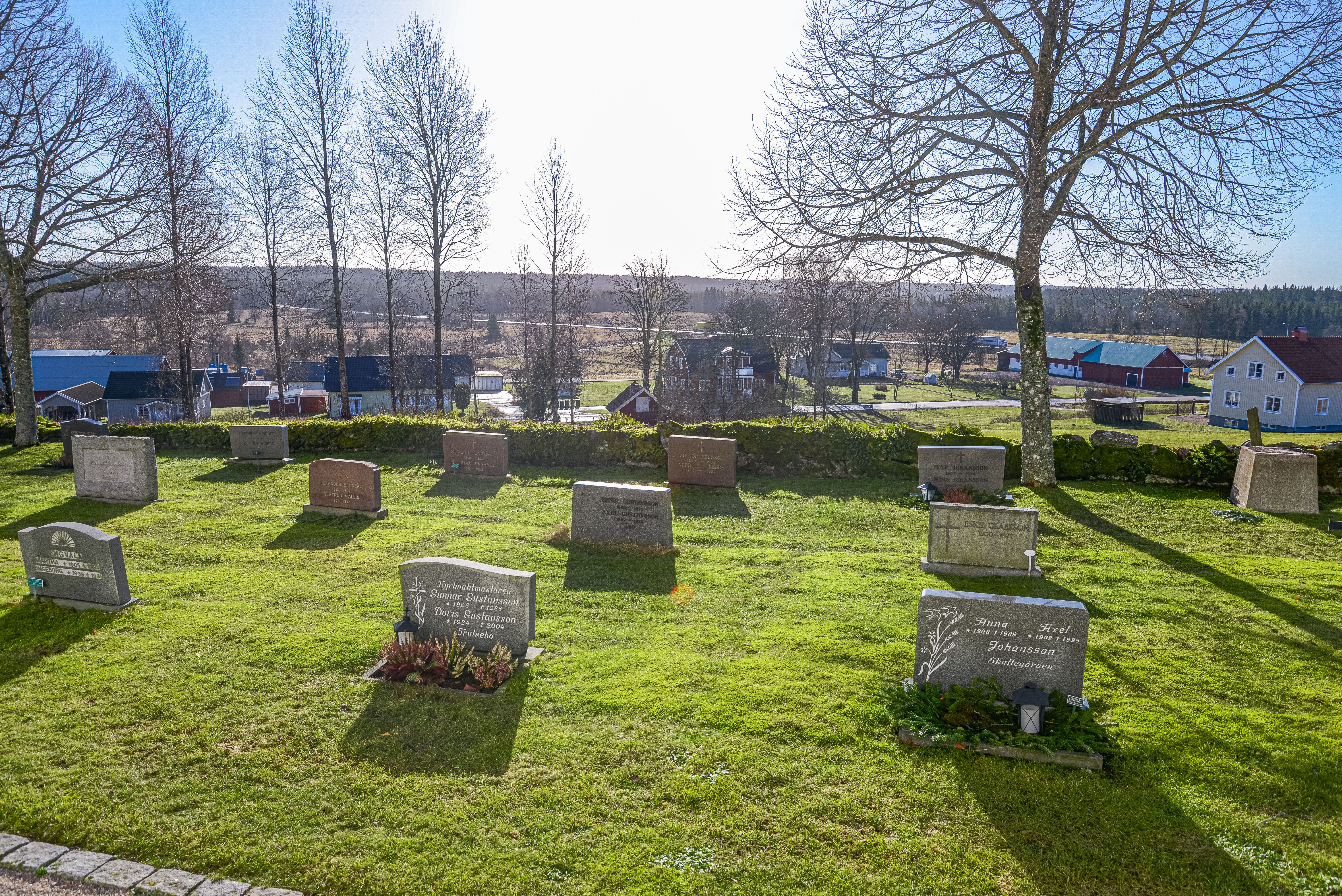
Utsikten från kyrkan.